# Bertrand Russell
Bertrand Arthur William Russell, 3. grof Russell (Trelleck, 18. svibnja 1872. – Penrhyndeudraeth, 2. veljače 1970.), engleski filozof, matematičar, logičar, povjesničar i društveni reformator. 
Jedan je od najsvestranijih znanstvenika 20. stoljeća.
Na Trinity Collegeu u Cambridgeu studirao je filozofiju i matematiku, gdje po završetku studija 1895. počinje sveučilišnu karijeru, ali je 1916. udaljen zbog borbene proturatne agitacije, a 1918. je iz istog razloga zatvoren na šest mjeseci. Potomak je ugledne plemićke obitelji, ali ubrzo i sam stječe glas slobodnog mislioca, pacifista, kritičara građanskog morala i borca za ljudsku jednakost. Politički se angažira na lijevom krilu laburističke stranke, ali na zastupničkim izborima 1922. i 1923. nema uspjeha. Od 1938. do 1944. predavao je na različitim sveučilištima u SAD-u, a tek je 1944. ponovno izabran za profesora na Trinity Collegeu. I nakon Drugog svjetskog rata nastavlja s političkim aktivnošću humanista: bori se protiv "ludila hladnog rata", predsjedava Međunarodnom sudu za utvrđivanje ratnih zločina u Vijetnamu, pa je u 89. godini drugi put zatvoren kao vođa i sudionik antinuklearnih demonstracija.
Godine 1950. dobio je Nobelovu nagradu za književnost. Njegovo prvo filozofsko zanimanje vezano je uz matematički prikaz filozofije, a iz te faze proizašlo je monumentalno djelo "Principia mathematica" nastalo u suradnji s A. N. Whiteheadom, koje je obojici autora donijelo svjetsku slavu i postalo ishodište novog smjera u filozofiji i matematici. Već 1901. istaknuo se kao briljantan logičar, uočivši paradoks koji je proizlazio iz petog aksioma Fregeove logičke analize aritmetike (Russellov paradoks). U svojoj konkretnoj društvenoj borbi decidirani je kritičar svake dominacije, proizlazila ona iz vlasništva, države ili iz međurasnih i međuspolnih odnosa.

## Životopis

### Porijeklo
Bertrand Russell je rođen 18. svibnja 1872. u Cleddon Hallu, Trellech, Monmouthshire u liberalnoj aristokratskoj obitelji.
John Russell, djed s očeve strane, bio je sin Johna Russella, 6. vojvode od Bedforda, te je bio dva puta zamoljen od strane kraljice Viktorije da formira britansku vladu, služeći, shodno s tim, kao premijer te zemlje dva puta.
Russellovi su postali prominentna obitelj još puno prije lorda Johna, još za vrijeme dinastije Tudor. Stekli su status jedne od najvažnijih vigovskih obitelji, te su sudjelovali u svim važnijim događajima od ukidanja samostana 1536. – 1540., preko Slavne revolucije 1688., pa sve do Velikog reformnog zakona iz 1832.
Russellova majka Katherine Louisa (1844. – 1874.) bila je kći Edwarda Stanleyja, 2. baruna Stanleyja od Alderleyja i sestra Rosalind Howard, kontese Carlisle.
Oba su Russellova roditelja bila poprilično radikalna za svoje doba. Russellov otac, vikont Alderley, bio je ateist i svjesno je pristao na aferu njegove supruge s biologom Douglasom Spaldingom, učiteljem njihove djece. Oboje su bili oštri pobornici kontracepcije, iako je u to vrijeme bila iznimno skandalozna. Ateizam Johna Russella bio je evidentan kada je filozofa Johna Stuarta Milla pitao da bude Bertrandov sekularni kum. Iako je Mill umro samo godinu dana nakon Bertrandovog rođenja, njegovi su spisi imali velik utjecaj na njegov život.

### Djetinjstvo i adolescencija
Russell je imao jednog brata, Franka (koji je bio stariji čak 7 godina), i jednu sestru, Rachel (koja je bila starija 4 godine). U lipnju 1874. majka mu umire od posljedica difterije, a nedugo nakon nje umire i Rachel. U siječnju 1876., nakon što se duže vrijeme borio s depresijom, umire i Bertrandov otac, od posljedica bronhitisa. Frank i Bertrand tada odlaze kod svoje bake i djeda u Pembroke Lodge, koji su od tada postali njihovi skrbnici. Njegov djed John umire 1878., a sam Bertrand ga se uvijek sjećao kao dragog starca u kolicima. Kao posljedica toga, Russellova baka bila je dominatna ličnost tijekom njegova djetinjstva, ali i mladosti.
Lady Russell je potjecala iz škotske prezbiterijanske obitelji, te je zbog toga i pokušala pobiti (doduše, i uspjela je) oporuku svog supruga prema kojoj su Frank i Bertrand trebali biti odgajani kao agnostici. Unatoč religijskom konzervativizmu, lady Russell je bila poprilično liberalna (prihvaćala je darvinizam i teoriju evolucije), a njezin je odgoj imao poprilično vidljiv utjecaj na Russella po pitanju socijalne pravde i borbe za prinicpe. Čak je i njezin najdraži biblijski citat postao njegovo geslo. No, sama atmosfera u Pembroke Lodgeu bila je poprilično formalna, obilježena molitvom i emocionalnom represijom. Frank je na ovo reagirao otvorenom pobunom, dok je mlađi Bertran naučio kako potisnuti svoje osjećaje.
Russell je kao adolescent bio poprilično usamljen, te je često pomišljao na suicid. U svojoj je autobiografiji napisao da su mu, tada, najvažnije stravi bile seks, religija i matematika, te da ga je jedino želja da što bolje prouči matematiku spriječila da počini suicid. Bio je uglavnom obrazovan kod kuće, i to od strane niza učitelja.
Brat Frank upoznao ga je s likom i djelom grčkog matematičara Euklida, što je uvelike promijenilo njegov život.
U ovom periodu Russell se upoznaje i s djelom Percyja Bysshea Shelleyja. U svojoj je autobiografiji napisao:

### Sveučilišno doba i prvi brak
Godine 1890., Russell je dobio stipendiju za studij matematike na Trinity koledžu u Cambridgeu. Tu je Russell upoznao mlađeg Georgea Edwarda Moorea i Alfreda Northa Whiteheada, koji ga je preporučio takozvanim Apostolima iz Cambridgea. Ubrzo je pokazao znatno znanje iz matematike i filozofije, te je diplomirao 1893., a post-diplomski studij završio je 1895. godine.
Vrlo važan događaj u Russellovu životu bio je susret s kvekerkom Alys Pearsall Smith, koju je upoznao sa 17 godina. Ubrzo je postao dobar obiteljski prijatelj (oni su ga zvali unuk Lorda Johna), te su se oni dosta često hvalili s njim i putovali s njim po kontinentu. Upravo je s njima Russell posjetio slavnu Parišku izložbu iz 1889. i popeo se na Eiffelov toranj nedugo nakon što je završen.
Ubrzo se zaljubio u Alys, koja je diplomirala na Sveučilištu Bryn Mawr blizu Philadelphije, te se, protivno željama svoje bake, oženio njom 13. prosinca 1894. Njihov se brak počeo raspadati 1901. godine kada je Russell, dok se vozio na bicikli, shvatio da ju više ne voli. Ona ga je pitala voli li ju, a on je hladnokrvno odgovorio da ne voli. Russell također nije volio Alysinu majku, koju je smatrao okrutnom i željnom kontrole. Bio je to bijedan brak koji se, nakon dugog vremena odvojenosti, raspao 1921. Russell je tijekom ovog perioda imao nekoliko pasionatnih (često i simultanih) afera s mnogim ženama, među koje spadaju Lady Ottoline Morrell i glumica Lady Constance Malleson.

### Rana karijera
Russell je književnu karijeru započeo 1896. izdavanjem djela Njemačka socijaldemokracija, političke studije koja je indicirala njegov doživotni interes za politiku i društvene teorije. Iste godine je održao predavanje o njemačkoj socijaldemokraciji na Ekonomskom fakultetu u Londonu, gdje će se ponovo vratiti 1937. s predavanjem o znanosti moći. Bio je i član skupine The Coefficients, skupine socijalnih reformatora koju su 1902. utemeljili Sidney i Beatrice Webb.
Godine 1905. piše esej O obilježavanju koji je izdan u filozofskom listu Mind. Godine 1908. Russell postaje član Kraljevskog društva. Godine 1910. izdana su prva tri sveska djela Principia Mathematica, koje je Russell napisao s Alfredom Northom Whiteheadom, što je Russella, uz već prije izdano djelo Principi matematike, učinilo svjetski renomiranim stručnjakom na tom polju. Godine 1911. upoznaje (tada) studenta iz Austrije, Ludwiga Wittgensteina, koga je smatrao genijem i njegovim nasljednikom na polju logike. Russell je mnogo vremena provodio brinući se za Wittingsteinove brojne fobije i česte napadaje očaja. Iako mu je to oduzimalo puno energije, Russell je nastavio podupirati i brinuti se o Wittingsteinu, te poticati njegov akademski razvoj, kao i izdavanje Wittingsteinovog slavnog djela Tractatus logico-philosophicus 1922.

### Prvi svjetski rat
Tijekom Prvog svjetskog rata, Russell je bio jedan od malobrojnih intelektualaca koji su se bavili pacifizmom. Godine 1916. izbačen je s Trinity Collegea nakon osude donesene prema Aktu o obrani. Jedna kasnija osuda donijela mu je šestomjesečnu zatvorsku kaznu koju je služio u Brixtonu. Iz zatvora je pušten u rujnu 1918.

### Međuratni period i drugi brak
U kolovozu 1920. Russell odlazi u Rusiju kao dio službene britanske delegacije koja je trebala istražiti učinke Ruske revolucije. Tamo je upoznao Lenjina i razgovarao s njim punih sat vremena. U svojoj će autobiografiji Russell kasnije napomenuti kako ga je Lenjin poprilično razočarao, te da je u njemu osjetio dozu pokvarenosti. Također je krstario Volgom na parobrodu. Russellova ljubavnica, Dora Black, neovisno je o njemu u isto vrijeme boravila u Rusiji. Ona sama bila je poprilično entuzijastična zbog revolucije, dok su Russellovu inicijalnu podrušku uništila osobna iskustva.
Uskoro će Russell otići u Peking, zajedno s Dorom, gdje će godinu dana predavati filozofiju. U Kinu je otišao s popriličnim entuzijazmom i nadom jer je Kina tada bila u fazi tranzicije. Dok je tu boravio obolio je od pneumonije, zbog čega je došlo do toga da japanske novine izdaju njegovu lažnu osmrtnicu. Kada je par boravio u Japanu tijekom povratka u domovinu, Dora je svijet obavijestila da "Gospodin Bertrand Russell, koji je prema japanskim medijima mrtav, nije u mogućnosti dati intervju japanskim novinarima." Mediji nisu bili zadovoljni ovim komentarom i nije im se nimalo svidio upotrebljeni sarkazam.
Kada se par, 26. kolovoza 1921., vratio u Englesku, Dora je bila u šestom mjesecu trudnoće, zbog čega je Russell organizirao brz razvod od Alys i oženio Doru 27. rujna 1921., samo 6 dana nakon razvoda. U tom je braku rođeno dvoje djece, John Conrad Russell (16. studenog 1921.) i Katharine Jane Russell (29. prosinca 1923.). Russell je u ovom periodu obitelj uzdržavao novcem kojeg je zaradio od pisanja popularnih knjiga o fizici, etici i obrazovanju za laike. Postojale su i priče kako je Russell u ovom periodu imao aferu s Vivienne Haigh-Wood, suprugom pisca Thomasa Stearnsa Eliota.
Godine 1927. osniva zajedno s Dorom eksperimentalnu školu Beacon Hill. Russell je školu napustio 1932., a Dora je u njoj ostala sve do 1943. godine.
Nakon smrti brata Franka 1931., Russell je postao 3. grof Russell. Kasnije je rekao da mu je ta titula bila korisna isključivo u rezervaciji hotelskih soba.
Uskoro je Russellov brak s Dorom postajao sve turbulentniji, a trenutak kraha došao je zbog sukoba oko dvoje djece koje je Dora imala s novinarom Griffinom Barryjem. Razdvojili su se 1932. i na koncu i razveli. Dana 18. siječnja 1936. Russell se oženio po treći put, ovaj put za studenticu na Oxfordu, Patriciju Spence, koja je bila guvernata njegove djece od ljeta 1930. Russell je u ovom braku imao jednog sina, Conrada Sebastiana Roberta Russella, koji će kasnije postati istaknuti povjerničar i jedna od najprominentnijh figura liberalno demokratske stranke.

### Drugi svjetski rat
Russell je nakon Drugog svjetskog rata prvo radio na Sveučilištu u Chicagu, a kasnije je otišao u Los Angeles gdje je predavao na Kalifornijskom sveučilištu. Godine 1940. dobiva posao profesora na Gradskom sveučilištu u New Yorku, no ubrzo, nakon javnog pritiska, dobiva otkaz. Njegovi stavovi (pogotovo oni o seksualnom moralu izneseni u djelu Brak i morali deset godina ranije) učinili su ga "moralno nekompatibilnim" za predavanje na tom sveučilištu. Protest protiv Russella započela je majka jesnog studenta koji nije, prema dotadašnjem uspjehu, mogao pohađati njegove satove matematičke logike. Mnogi intelektualci, koje je predvodio John Dewey, protestirali su zbog ovakvog tretmana. Einsteinov slavni aforizam - "Veliku umovi su uvijek nailazili na nasilnu opoziciju od strane mediokritetnih umova...", nastao je upravo u njegovu otvorenom pismu podrške Russellu. Dewey je zajedno s Horaceom M. Kallenom uredio zbirku članaka o gore navedenoj aferi u knjizi Slučaj "Bertrand Russell". Russell se ubrzo pridružio Fundaciji Barnes gdje je držao niz predavanja o povijesti filozofije raznovrsnoj publici. Ta će predavanja na koncu postati osnova za njegovu knjigu Povijest Zapadne filozofije. Njegovo se prijateljstvo s ekscentričnim Albertom C. Barnesom u ovom periodu raspalo, te se vratio natrag u Irsku kako bi predavao na Trinityju.

### Kasniji život
Tijekom 1940-ih i 1950-ih, Russell je sudjelovao u mnogim BBC-jevim emisijama, posebno na trećem programu, o raznim filozofskim temama, kao što su pozitivna i negativna strana demokracije. U ovom je periodu Russell već bio svjetski poznat, te je shodno s time bio česta tema raznoraznih novinskih članaka, a često su ga ljudi zvali za savjete o raznim, čak i najbanalnijim stvarima. Prilikom puta na predavanje u Trondheim, Russell je bio jedan od 24 preživjela (od ukupno 43 putnika), u padu zrakoplova kod Hommelvike u listopadu 1948. godine. Njegova Povijest Zapadne filozofije (1945.) postala je svjetski best-seller, te mu je bila stalan izvor prihoda do kraja njegova života.
U jednom govoru iz 1948., Russell je naglasio kako bi bilo moralno gore ući u rat sa SSSR-om nakon što oni dobiju atomsku bombu nego dok je nisu imali, jer bi u tom slučaju pobjeda Zapada bila brža i s manje žrtava, dok bi u prvom slučaju bilo pogubnije ratovati sa zemljom koja također ima bombu. U to je vrijeme jedino SAD imao atomsku bombu, no SSSR je vršio iznimno agresivnu politiku prema zemljama Istočne i Jugoistične Europe, šireći time svoju sferu utjecaja. Analiza ovog govora dovela je do stvaranja dvaju grupacija, jedne, koji je predvodio Lawson, svjedok Russellovog govora, koja je tvrdila da je Russell odobravao napad na SSSR i druge, koju je predvodio Griffin, a čija se analiza temeljila na transkriptu govora, koja je tvrdila da je Russell samo objašnjavao korisnost američkog nuklearnog arsenala u sprečavanju sovjetskog širenja po Istočnoj Europi.
Russell je 9. lipnja 1949., prilikom proslave kraljevog rođendana, nagrađen Ordenom postignuća, a sljedeće godine mu Švedska akademija uručuje Nobelovu nagradu za književnost. Prlikom uručivanja prve, kralj Đuro VI. je dao svoju podršku, ali je bio blago posramljen zbog činjenice da je tu nagradu dao bivšem zatvoreniku, rekavši mu, prilikom dodjele: "U nekoliko ste se prilika ponašali na način koji ne bi bio prihvatljiv." Russell se na to nasmijao, a kasnije je rekao kako mu je na um odmah pao odgovor: "Da, kao ni vaš brat."
Godine 1952., Russell se razveo od Patricije, s kojom je bio jako nesretan. Njegov sin iz tog braka, Conrad, nije vidio svog oca od razvoda pa sve do 1968., kada je sam odlučio posjetiti ga, što je uzrokovalo raskid odnosa s majkom.
Russell se 15. prosinca 1952., nedugo nakon razvoda, oženio po četvrti put, ovaj put s Edith Finch. Njih dvoje su se poznavali još od 1925., a Edith je predavala engleski jezik na sveučilištima u Engleskoj i SAD-u, dijeleći stan punih 20 godina s Russellovom dobrom prijateljicom, Lucy Donnelly. Edith je s Bertrandom ostala sve do njegove smrti, a brak je, po svemu sudeći, bio poprilično sretan i blizak. Uskoro je Russellov sin John obolio od mentalne bolesti, što je uzrokovalo mnoge sukobe s Dorom, Russellovom bivšom suprugom i Johnovom majkom. Johnova supruga Susan je također bolovala od nekakve mentalne bolesti, zbog čega su Russell i Edith postali pravni skrbnici njihovih triju kćeri. Kasnije se ispostavilo da dvije od njih imaju shizofreniju.

### Politički aktivizam
Russell je veći dio 1950-ih i 1960-ih proveo baveći se političkim aktivizmom, ponajviše oko pitanja nuklearnog razoružanja i procesuiranja ratnih zločina počinjenih tijekom Vijetnamskog rata (vidi Russell-Sartreov Sud za ratne zločine u Vijetnamskom ratu). Godine 1955. izlazi Russell-Einsteinov manifest, dokument koji se strogo zalagao za nuklearno razoružanje, a osim Russella i Einstaina, potpisalo ga je još 11 najprominentnijih nuklearnih fizičara i intelektualaca tog doba. Russell je u ovom periodu napisao i velik broj pisama svjetskim vođama. Tijekom 1960-ih bio je i u kontaktu s Lionelom Rogosinom dok je ovaj snimao svoj antiratni film Dobra vremena, divna vremena, a postao je i heroj mnogim mladima iz pokreta Nova ljevica. Tijekom 1960-ih je otvoreno izražavao nezadovoljstvo onim što je on smatrao politikom nuklearnog genocida koju je provodila vlada SAD-a. Godine 1963. uručena mu je Jeruzalemska nagrada, nagrada koja se dodjeljuje piscima koji se bave slobodama individualaca u društvu. U listopadu 1965., Russell kida svoju člansku iskaznicu Laburističke stranke jer se pribojao kako će britanska vlada poslati vojnike u Vijetnam kao pripomoć SAD-u.

### Posljednje godine i smrt
Russell je 1967., 1968. i 1969. izdao svoju trodjelnu autobiografiju. Dana 23. studenog 1969. Russell je pisao časopisu The Times naglašavajući da je priprema namještenih suđenja u Čehoslovačkoj "izrazito alarmantna". Istog mjeseca šalje apel Generalnom tajniku UN-a U Thantu tražeći njegovu podršku oko osnivanja međunarodnog suda s ciljem istraživanja američkih ratnih zločina u Južnom Vijetnamu. Sljedećeg je mjeseca poslao protestno pismu Alekseju Kosiginu zbog izbacivanja Aleksandra Solženjicina iz Društva pisaca.
Dana 31. siječnja 1970., Russel izdaje izjavu u kojoj osuđuje izraelsku agersiju na Bliskom istoku i poziva na povlačenje iz teritorija okupiranih 1967. U izjavi je pisalo sljedeće:
Tragedija Palestinaca je ta što je njihova zemlja "dana" drugoj zemlji od strane druge sile s ciljem osnivanja nove države. Ishod toga bio je taj da je stotine tisuća nedužnih ljudi ostalo bez svojih domova. Svakim novim sukobom, njihov se broj povećavao. Koliko dugo će svijet trpiti ovaj spektakl obijesne okrutnosti? Potpuno je jasno da izbjeglice imaju svako pravo na svoju domovinu iz koje su istjerani, a osporavanje ovog prava je jezgra ovog kontinuiranog sukoba. Nitko nigdje na svijetu ne bi prihvatio da ih se en masse izbaci iz vlastite domovine; kako itko može zahtijevati da Palestinici prihvate kaznu koju nitko drugi ne bi prihvatio? Permanentni i pravedni povratak izbjeglica u njihovu domovinu je ključni sastojak za bilo kakav dogovor na Bliskom istoku. Stalno nam govore kako trebamo suosjećati s Izraelom zbog patnji Židova u Europi pod okriljem nacizma. [...] Ono što Izrael radi danas je neoprositvo, a pozivanje na duhove prošlosti kako bi se opravdali ovi sadašnju je nevjerojatno licemjerje.

— Bertrand Russell, 31. siječnja 1970.
Ovo je bio posljednji čin Russellovog političkog djelovanja. Javno je pročitan na Međunarodnoj konferenciji parlamentaraca u Kairu 3. veljače 1970., dan nakon njegove smrti.
Russell je umro od influence, 2. veljače 1970., u svome domu Plas Penrhyn, u mjestu Penrhyndeudraeth, Merionethshire, Wales. Kremiran je u mjestu Colwyn Bay 5. veljače 1970. Kao što je i naglasio u oporuci, na pogrebu mu nije bilo nikakvih vjerskih obilježja. Njegov pepeo je nakon godina dana prosut po velškim planinama.

### Sistematizacija vlastitog života
U svojoj 84. godini, Russel je u predgovor novog izdanja svoje autobiografije ubacio kratki odlomak od 5 paragrafa, naslovljen Za što sam živio, u kojem daje kratku sistematizaciju svog života.

### Titule i počasti
Russell je tijekom života nosio nekoliko titula i počasti:
- od rođenja do 1908. - Časni Bertrand Arthur William Russell
- od 1908. do 1931. - Časni Bertrand Arthur William Russell, FRS
- od 1931. do 1949. - Prečasni Bertrand Arthur William Russell, FRS
- od 1949. do smrti - Prečasni Bertrand Arthur William Russell, OM, FRS

## Stavovi

### Stavovi o filozofiji
Russell se danas uglavnom smatra jednim od utemeljitelja analitičke filozofije. Velik utjecaj na njega je izvršio Gottfried Leibniz, a tijekom života je pisao o svim filozofskim idejama osim o estetici. Najplodniji je bio na polju metafizike, filozofiji i logici matematike, filozofiji jezika, logici i epistemologiji. Kada je Brand Blanshard upitao Russella zašto nikada nije pisao o estetici, ovaj mu je odgovorio da je to zato što o njoj ništa ne zna, dodajući: "no, to nije dobar izgovor, jer prijatelji mi govore da me to nije spriječilo u pisanju o drugim temama."

### Stavovi o društvu
Politički i društveni aktivizam su bili sastavni dio Russellova života sve do njegove starosti, što daje dodatan značaj njegovom bogatom opusu.
Russell je politički aktivan ostao, doslovno, do kraja života, pišući svjetskim vođama i posuđujući svoje ime mnogim političkim manifestima. Neki danas smatraju da je pri kraju života svojim mlađim sljedbenicima dao previše slobode zbog čega su oni koristili njegovo ime u menifestima koje on sam vjerojatno ne bi potpisao. Postoje teze da je sam Russell postao svjestan ove činjenice kada je otpustio svog osobnog tajnika, Ralpha Schoenmana, koji je u to vrijeme bio gorljivi ljevičar.
Osvrnuo se i na modernu industrijalizaciju i kapitalizam.
Iznio je i mišljenje o rasizmu prema kojima nema superiorne ili inferiorne rase.

## Vanjske poveznice
- Djela Bertranda Russella na otvorenoj knjižnici
- Esej: "Da li je religija napravila pozitivan doprinos civilizaciji?"
- Esej: "Ideje koje su naudile čovječantsvu"
- 16 pitanja o ubojstvu JFK-a